# Neobisium staudacheri
Neobisium staudacheri är en spindeldjursart som beskrevs av Hadzi 1933. Neobisium staudacheri ingår i släktet Neobisium och familjen helplåtklokrypare. Inga underarter finns listade i Catalogue of Life.